# La Chapelle-Saint-Aubin
La Chapelle-Saint-Aubin ist eine französische Gemeinde mit 2.252 Einwohnern (Stand: 1. Januar 2022) im Département Sarthe in der Region Pays de la Loire; sie gehört zum Arrondissement Le Mans und zum Kanton Le Mans-2. Die Einwohner werden Capellaubinois genannt.

## Geographie
La Chapelle-Saint-Aubin liegt an der Sarthe, etwa vier Kilometer nordnordwestlich von Le Mans. Umgeben wird La Chapelle-Saint-Aubin von den Nachbargemeinden La Milesse im Norden und Nordwesten, Saint-Saturnin im Norden und Nordosten, Saint-Pavace im Osten, Le Mans im Süden sowie Trangé im Westen.
In der Gemeinde liegt das Autobahndreieck der Autoroute A11 mit der Autoroute A81.

## Bevölkerungsentwicklung
| 1962 | 1968 | 1975 | 1982 | 1990 | 1999 | 2006 | 2018 |
| ---- | ---- | ---- | ---- | ---- | ---- | ---- | ---- |
| 615  | 678  | 921  | 1559 | 1817 | 2094 | 2165 | 2331 |

## Sehenswürdigkeiten

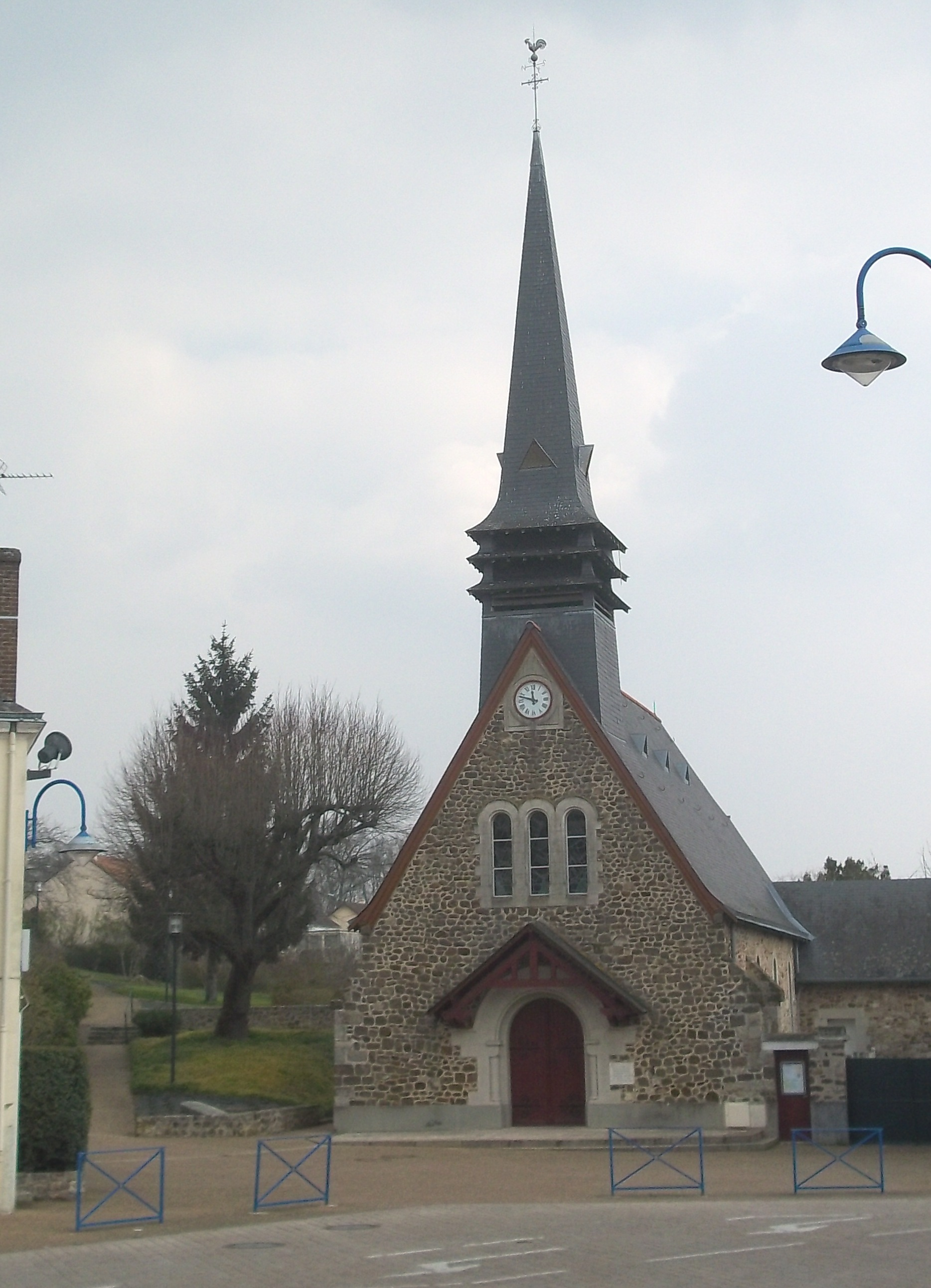
Kirche Saint-Aubin

- Kirche Saint-Aubin, neu erbaut 1916, nachdem die frühere Kirche abgebrannt war